# 天河公园
23°7′44.37″N 113°21′40.45″E / 23.1289917°N 113.3612361°E
天河公园（俗称东郊公园）位于中国广州市天河区天园街道中山大道与黄埔大道之间，是一个以山丘树林为主的公园。公园面积78.8万平方米，其中水域面积10万平方米，分为五个功能区：百花园景区、文体娱乐区、老人活动区、森林休憩区、后勤管理区。种有乔木、灌木、花草、棕榈、竹子等100余种植物，还有20多株百年以上老树和上万平方米的水中森林。主要景点有粤晖园、邓世昌衣冠冢、东湖凉亭、粤秀园等。天河公园內有翠湖，翠湖边有相亲角。
公园始建于1928年为广州政府林场又名石牌林场，1933年为纪念孙中山易名中山公园。中华人民共和国成立后，从1950年8月至1953年底，广州市政府对公园进行了绿化造林，将公园划分为中山林场、中山农场、中山果园等，1957年改为森林公园，1962年易名为东郊公园，1997年改为现名。1994年为纪念邓世昌殉国90周年，广州市政府将其衣冠冢迁到天河公园气鲵岗。

## 交通
- 地鐵：█11号线、█21号线 天河公园站B、F、E1口